# Carpentaria Highway

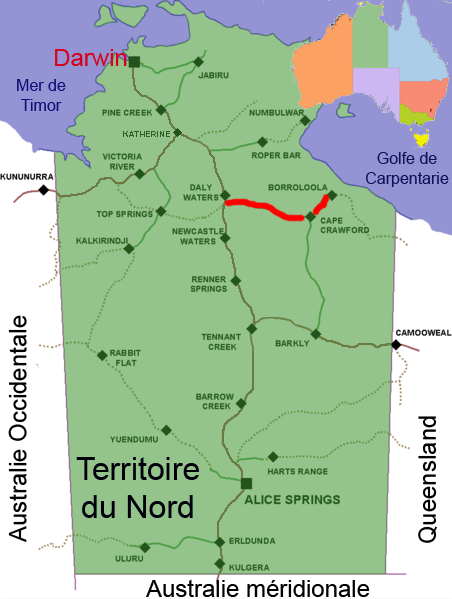
La Carpentaria Highway

La Carpentaria Highway est un axe routier long de 381 km dans le Territoire du Nord en Australie, qui va d'au sud de Daly Waters sur la Stuart Highway à 620 km au sud de Darwin à l'ouest à Borroloola près du golfe de Carpentarie à l'est en passant par Cape Crawford. La route est goudronnée et fait partie de la route National 1.